# Андреев, Валерий Юрьевич
Вале́рий Ю́рьевич Андре́ев (14 июня 1955, Москва — 15 февраля 1998) — советский звукоинженер. Записал десятки композиций для рок-групп, театральных шоу и спектаклей. Оказал большое влияние на развитие технологии звукозаписи в СССР. Участвовал в записях многих известных советских и российских рок-музыкантов 1970—1990-х годов.

## Профессиональная деятельность
Валерий Андреев активно участвовал в записях музыкальных альбомов многих рок-групп и проектов, таких как группа «Аракс», группа «Круиз», группа «Воскресенье», группа «СВ», ВИА «Весёлые ребята», театр «Ленком», рок-альбом «Банановые острова» и др.
Некоторые композиции и альбомы были записаны Андреевым лично, например, песни театра «Ленком» и группы «СВ».

### Работа с исполнителями
Валерий работал звукорежиссёром как в студии, так и на концертах. Отзывы о его профессионализме были всегда в превосходной степени и были сделаны такими исполнителями, как:
- Группа «СВ» и Александр Лерман[1].
- Группы «Круиз» и «Весёлые ребята»[2].
- Группы «Dr. Agranovsky» и «Чёрный хлеб»[3].

Кроме того, Валерий Андреев принял участие в создании рок-альбома «Банановые острова», записанного Юрием Чернавским и Владимиром Матецким, при участии группы «Весёлые ребята», в конце 1982 — начале 1983 года.

### Работа в театре «Ленком»
Андреев проработал в «Ленкоме» много лет. Пользовался авторитетом в вопросах студийной звукорежиссуры и организации звукового оформления спектаклей. Он был бессменным руководителем звукового цеха театра.

## Память
Неожиданная смерть Валерия нашла отклик среди российских рок-исполнителей, организовавших в Москве несколько мероприятий в память о Валерии Андрееве:
- Концерт, посвящённый памяти Николая Широкова, Сергея Рыжова, Евгения Казанцева и Валерия Андреева[4].
- Запись группой «СВ» альбома «Всё хорошо»[5].